# Hrabstwo Queens (Nowy Brunszwik)
Hrabstwo Queens (ang. Queens County, fr. Comté de Queens) – jednostka administracyjna kanadyjskiej prowincji Nowy Brunszwik leżąca na południu prowincji.
Hrabstwo ma 11 086 mieszkańców. Język angielski jest językiem ojczystym dla 94,1%, francuski dla 4,6% mieszkańców (2011).